# کرکس‌های ۲
کرکس‌های ۲ (به انگلیسی: Vultures 2) دومین آلبوم استودیویی آینده ابرگروه هیپ‌هاپ آمریکایی $¥ است که از کانیه وست و تای دولا ساین تشکیل شده است. این آلبوم در 2 آگوست 2024 به‌طور مستقل از طریق برند Yeezy منتشر شد. این دومین آلبوم از سه‌گانه برنامه‌ریزی شده کرکس‌ها و دنباله‌ای بر کرکس‌های ۱ است.

## پیش‌زمینه
در ۲۳ زانویه ۲۰۲۴ کانیه وست اعلام کرد که مجموعه آلبوم کرکس‌ها به‌عنوان سه‌گانه منتشر می‌شود که اولین آن در ۹ فوریه، دومی در ۸ مارس و آخرین آن در ۵ آوریل منتشر می‌شود قسمت اول کرکس‌ها که در ۱۰ فوریه با اندکی تأخیر منتشر شد، به رتبه یک چارت بیلبورد ۲۰۰ و همچنین بسیاری از کشورهای دیگر رسید. در ۲۵ فوریه، تهیه کنندهٔ معروف تیمبلند که تهیه‌کنندگی بخش‌هایی از کرکس‌های ۱ را برعهده داشت اعلام کرد که قسمت دوم کرکس‌ها «در راه است». در ۳ مارس، فرنچ مونتانا خواننده رپ مشارکت خود در این آلبوم را اعلام کرد و ویدیویی از خود، وست و تای دولا ساین را در استودیو به اشتراک گذاشت. پس از اینکه آلبوم در تاریخ انتشار برنامه‌ریزی شده ۸ مارس منتشر نشد، کانیه وست اعلام کرد که کزکس‌های ۲ هنوز در دست ساخت است چرا که او و تای دالا ساین هنوز در استودیو مشغول هستند. وست و تای دالا ساین در تاریخ برنامه‌ریزی شده یک listening party برگزار کردند که در آنجا همسر وست، بیانکا سانسوری به آن‌ها ملحق شد. در ۱۰ مارس ۲۰۲۴، وست در اینستاگرام گفت که این آلبوم را در وب سایت Yeezy به قیمت ۲۰ دلار به جای انتشار آن در پلتفرم‌های استریم مانند کرکس‌های ۱ به فروش می‌رساند. وی اظهار داشت که این تصمیم به این دلیل گرفته شده است که «دیگر شرکت‌های پخش جریانی آنلاین در کنترل هنرمند نیستند.».

## جلد آلبوم
در ۹ مارس، وست آلبوم را معرفی کرد و اثر هنری آن را از طریق حساب توییتر خود انتشار داد. روی جلد آلبوم تای دولا ساین که نقاب بر سر دارد با لباس سیاه پوشیده شده و تصویری از برادرش، جبرئیل «بیگ تی سی» محمد را در دست دارد که در حال حاضر در حال گذراندن حبس ابد برای قتلی است که ادعا می‌کند مرتکب نشده است.

## پیش‌زمینه
سر انجام بعد از به تاخیر افتادن پی در پی , البوم در 2 آگوست 2024 منتشر شد